# خدمة التطوع الدولية
خدمة التطوع الدولية منظمة سلمية تعمل على تقديم التنمية المجتمعية المحلية والعالمية بدأت كجمعية خيرية في إنجلترا واسكتلندا وويلز، مهمتها الاساسية تحقيق السلام بين الشعوب من خلال تبادل المتطوعين وشعارها «التطوع من اجل السلام».
ومن أهم انشطتها الحالية : تعليم السلام في مدارس المملكة المتحدة، وبالإضافة إلى ذلك تقدم التطوع الدولي في اروبا حيث تنسق إرسال واستقبال المتطوعين في الدول الأوروبية أيضا تطوع دولي عالمي يخدم التطوع حول العالم بحيث تعتبر شريكه لشبكة عالمية من المنظمات التطوعية التي ترسل وتستقبل المتطوعين من خلالها.